# Glane (Ems)
Die Glane (Gewässerkennzahl 334) ist ein orografisch rechter Nebenfluss der Ems südlich von Saerbeck in Nordrhein-Westfalen, Deutschland. Gemäß dem Gewässerverzeichnis NRW ist der Fluss 35,1 km lang, wobei er meist nur auf den letzten 3,4 km ab dem Zusammenfluss von Ladberger Mühlenbach und Eltingmühlenbach Glane genannt wird. Im Oberlauf werden abschnittsweise die Namen Recktebach, Uffelager Bach, Lienener Mühlenbach und Ladberger Mühlenbach verwendet.

## Geographie

### Verlauf
Die Verlaufbeschreibung folgt der Stationierung der Gewässerkennzahl 334 von der Quelle des Recktebachs bis zur Mündung als Glane.

#### Recktebach und Uffelager Bach
Die Glane entspringt als Recktebach im niedersächsischen Bad Iburg etwa 1,2 km westlich des Stadtzentrums an der Südflanke des zum Teutoburger Wald gehörenden Langen Berg auf einer Höhe von 117 m ü. NN. Der Bach fließt zunächst in südliche Richtungen ab und passiert dabei Ostenfelde. Hier wendet sich der Lauf nach Westen. Nach insgesamt etwa 2,8 km Fließstrecke passiert der Bach die Grenze zu Nordrhein-Westfalen und wechselt damit zum ersten Mal den Namen.
Der nun Uffelager Bach genannte Flusslauf fließt weiter in südwestliche Richtungen. Mit der Mündung der Brookbieke nach weiteren 2,1 km Fließstrecke wechselt der Bach erneut den Namen und wird nun Lienener Mühlenbach genannt.

#### Lienener Mühlenbach

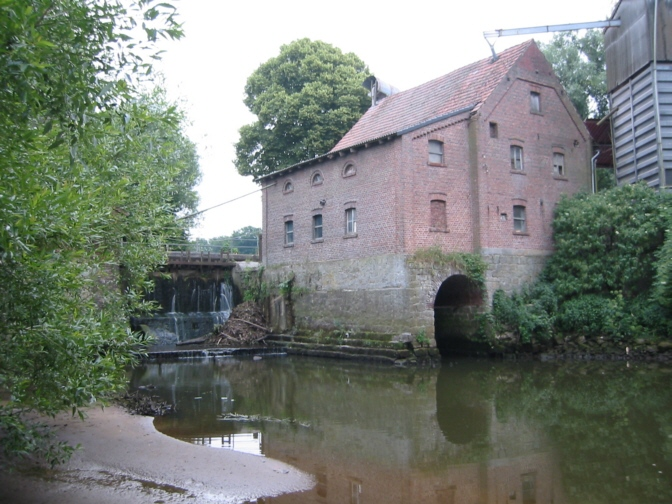
Mühle am Ladberger Mühlenbach

Als Lienener Mühlenbach, oft auch nur kurz Mühlenbach, fließt das Gewässer nun überwiegend in westliche Richtungen. Nach der Unterquerung der Meckelweger Straße durchfließt der Mühlenbach das Naturschutzgebiet Flaaken, das er südwestlich von Rethemeyer an der Kattenvenner Straße wieder verlässt. Bei Baumhöfener fließt der Bach an einem größeren Teich vorbei und nimmt dessen Abfluss auf. Nach der Unterquerung des Warendorfer Weges tritt der Bach in das Naturschutzgebiet Feuchtwiesen am Bullerbach ein. Nach einer Flussstrecke von etwa 1200 m verlässt der Bach dieses wieder. Nach der Unterquerung der K32 verändert der Mühlenbach bis zum Erreichen der Bahnstrecke Wanne-Eickel–Hamburg seinen Lauf nach Südwesten. Etwa auf halbem Weg wird Wasser in einen Graben abgeschlagen, der südwestlich des Hofes Blömker in der Bauerschaft Holzhausen in den Bullerbach mündet. Nachdem die Bahnstrecke unterquert wurde passiert der Mühlenbach den nördlichen Rand einer Teichanlage. Mit der Mündung des Bullerbachs im Westen der Teichanlage wechselt der Flusslauf erneut seinen Namen.

#### Ladberger Mühlenbach
Der nun als Ladberger Mühlenbach benannte Fluss fließt weiter in überwiegend westliche Richtungen und bildet bis rund 800 m nach der Mündung des Bullerbachs die Gemeindegrenze zwischen Lengerich und Lienen. Westlich von Stille erreicht der Mühlenbach die Grenze zwischen Ladbergen und Lengerich und damit das Naturschutzgebiet Gut Erpenbeck, das er auf ca. 2,6 km Länge durchfließt. Auf diesem Abschnitt verläuft die zuvor genannte Grenze am nördlichen Ufer. Weiter Richtung Westen fließend, unterquert der Mühlenbach die Bundesstraße 475 und erreicht anschließend die Ortslage von Ladbergen, die er nach der Unterquerung der Landesstraße 555 wieder verlässt. Kurz bevor der Bach die Autobahn A1 quert, mündet linksseitig der Bach Berlemanns Welle. Etwa 1 km nach der Querung der Autobahn erreicht der Mühlenbach den Dortmund-Ems-Kanal. Vor der Unterquerung in einem Düker mündet rechtsseitig die Ladberger Aa.
Unmittelbar nach der Unterquerung des Kanals verlässt der Mühlenbach das Gemeindegebiet von Ladbergen. Zunächst bildet der Fluss für etwa 450 m die Grenze zwischen Saerbeck im Norden und Greven im Süden. Anschließend fließt der Fluss ein kurzes Stück in nordwestliche Richtungen und tangiert dabei das Gebiet des Flughafens Münster/Osnabrück an seiner östlichen Grenze. Mit dem Erreichen des Naturschutzgebietes Ladberger Mühlenbach wendet sich der Fluss wieder nach Westen. Nach dem Passieren der neuen Mühle bildet der Fluss bis zur Mündung in die Ems die Grenze zwischen Greven und Saerbeck. Rund 3,4 km oberhalb der eigenen Mündung fließt linksseitig der Eltingmühlenbach zu.

#### Glane
Unterhalb der Einmündung wird der Fluss als Glane bezeichnet. In nordwestliche Richtungen fließend erreicht die Glane nach der Querung der B219 das Naturschutzgebiet Emsaue, in dem sie nach weiteren 500 m Flussstrecke rechtsseitig in die Ems mündet. Die Mündung liegt auf einer Höhe von 36 m ü. NN. Damit beträgt der Höhenunterschied zwischen Quelle und Mündung etwa 81 m. Bei einer Länge von 35,1 km ergibt sich ein mittleres Sohlgefälle von weniger als 0,5 ‰.

### Zuflüsse
In der folgenden Tabelle werden die benannten direkten und indirekten Zuflüsse der Glane aufgeführt, so wie sie im Gewässerverzeichnis NRW verzeichnet sind. Abschnittsbezeichnungen werden nicht aufgeführt.
| Name                 | Lage   | Länge [km] | Einzugsgebiet [km²] | Mündungshöhe [m. ü. NN] | DGKZ     |
| -------------------- | ------ | ---------- | ------------------- | ----------------------- | -------- |
| Brookbieke           | links  | 2,4        |                     | 71                      | 334 12   |
| Jelzebach            | rechts | 2,9        |                     |                         | 334 14   |
| Liene                | rechts | 5,7        |                     |                         | 334 16   |
| Ölmühlenbach         | rechts | 2,1        |                     |                         | 334 162  |
| Brüggelieths Bach    | rechts | 3,6        |                     |                         | 334 164  |
| Glanebach            | rechts | 7,1        |                     |                         | 334 18   |
| Bullerbach           | links  | 9,1        | 11,421              |                         | 334 2    |
| Igelbach             | rechts | 7,0        |                     |                         | 334 312  |
| Berlemanns Welle     | links  | 8,7        | 11,752              |                         | 334 32   |
| Ladberger Aa         | rechts | 20,3       | 67,576              |                         | 334 4    |
| Lengericher Aa Bach  | -      |            |                     |                         | 334 4    |
| Hülsbach             | rechts | 1,6        |                     |                         | 334 4132 |
| Hagenbach            | links  | 4,2        |                     |                         | 334 414  |
| Schwarzer Poolgraben | links  | 4,8        |                     |                         | 334 416  |
| Papenbrökegraben     | links  | 1,3        |                     |                         | 334 4184 |
| Aldruper Mühlenbach  | rechts | 8,1        | 22,282              |                         | 334 42   |
| Wechter Mühlenbach   | rechts | 11,7       |                     |                         | 334 426  |
| Rehagenbach          | rechts | 6,3        |                     |                         | 334 52   |
| Eltingmühlenbach     | links  | 51,3       | 166,342             |                         | 334 6    |
| Sunderbach           | rechts | 1,8        |                     |                         | 334 6112 |
| Freedenbach          | links  | 4,1        | 4,668               |                         | 334 612  |
| Föhrenteichsbach     | rechts | 1,9        |                     |                         | 334 6122 |
| Vogelpohls Bach      | rechts | 3,8        |                     |                         | 334 6132 |
| Glahne               | links  | 1,6        |                     |                         | 334 6154 |
| Alter Glaner Bach    | links  | 3,9        | 0,565               |                         | 334 616  |
| Rasender Boller      | rechts | 2,5        |                     |                         | 334 6192 |
| Deslager Bach        | rechts | 2,9        |                     |                         | 334 6194 |
| Dübte                | links  | 5,8        |                     |                         | 334 6196 |
| Bockhorner Bach      | rechts | 11,7       | 29,818              |                         | 334 62   |
| Noerenbrooker Graben | links  | 5,8        |                     |                         | 334 622  |
| Freienhägener Graben | rechts | 3,6        |                     |                         | 334 6222 |
| Imhorster Bach       | links  | 1,5        |                     |                         | 334 626  |
| Riedenbach           | rechts | 6,0        | 9,228               |                         | 334 64   |
| Krieggraben          | links  | 3,5        |                     |                         | 334 652  |
| Vorblecksbach        | rechts | 5,7        |                     |                         | 334 654  |
| Saatgauer Bach       | links  | 2,6        |                     |                         | 334 656  |
| Deppengaugosse       | links  | 3,9        |                     |                         | 334 658  |
| Kempergosse          | rechts | 3,6        |                     |                         | 334 6592 |
| Wöstengosse          | links  | 5,0        | 4,987               |                         | 334 66   |
| Lütke Beeke          | rechts | 11,0       | 13,153              |                         | 334 68   |

### Einzugsgebiet
Das Einzugsgebiet der Glane liegt im Ostmünsterland südwestlich des Teutoburger Waldes. Sein Untergrund besteht aus überwiegend sandigen Ablagerungen der Saalekaltzeit (Vor- und Nachschüttsande des Inlandeises). Darin sind die Talauen der mäßig gewundenen bis mäandrierenden Bäche talwärts zunehmend bis auf etwa 7 Meter eingetieft. In den Oberläufen sind einige Teileinzugsgebiete der Glane durch die Anlage von Ableitungskanälen und Mühlgräben deutlich verändert worden. Am grundwassernahen Fuß der sandigen Schwemmfächer im Südwesten des Teutoburger Waldes haben sich mehrere Moore gebildet, die unter Naturschutz stehen.
Das oberflächige Einzugsgebiet der Glane hat eine Größe von 354,025 km². Auf Niedersachsen entfallen 76,634 km² und auf Nordrhein-Westfalen 277,391 km². Den hydrologischen Hauptstrang der Glane bildet der Ladberger Mühlenbach mit einem 182,187 km² großen Einzugsgebiet. Das des Eltingmühlenbachs ist mit 166,342 km um knapp 16 km² kleiner.

### Verlauf der Fließgewässerkennziffer
Im Gewässerverzeichnis NRW ist dem Hauptstrang die Kennzahl 334 zugeordnet und als Bezeichnung der Name des Unterlaufs Glane. Der gewässerkundliche Hauptstrang des Flusssystems ist jedoch 35,8 Kilometer lang und besteht flussabwärts aus den namentlichen Abschnitten Uffelager Bach, Lienener Mühlenbach, Ladberger Mühlenbach und Glane Der mit 54,8 Kilometern längste Fließweg in diesem Flusssystem verläuft über Glaner Bach, Oedingberger Bach, Aa und Eltingmühlenbach (Kennzahl 3346).
| Teilstrecke          | ab Kilo- metrierg. | Teil- länge km | Gesamt- länge km | Einzugs- gebiet km² |  | bis Einmündung     | Gesamt- länge km | Einzugs- gebiet km² |
| -------------------- | ------------------ | -------------- | ---------------- | ------------------- |  | ------------------ | ---------------- | ------------------- |
| Uffelager Bach       | 35,118             | 4,893          | 4,893            | 7,453               |  | Brockbieke         | 2,404            | 0,950               |
| Lienener Mühlenbach  | 30,225             | 21,204         | 26,097           | 99,944              |  | Lengericher Aabach | 20,354           | 67,576              |
| Ladberger Mühlenbach | 9,021              | 5,589          | 31,686           | 182,502             |  | Elting- mühlenbach | 51,344           | 166,341             |
| Glane                | 3,432              | 3,432          | 35,118           | 354,022             |  |                    |                  |                     |

## Naturschutz
Die Flussauen von Glane, Eltingmühlenbach und Ladberger Mühlenbach sind in großen Abschnitten noch in relativ naturnahem Zustand. Die mäandrierenden Tiefland-Sandbäche bilden hier immer wieder Sandbänke sowie Prall- und Gleithänge aus. Die teilweise von bis zu sechs Meter hohen Terrassenkanten eingezwängten Flussbetten werden von Buchen- und Eichenwaldbeständen gesäumt. Die weitgehend naturbelassenen Abschnitte von Glane und Mühlenbächen gelten als die bedeutendsten in Nordrhein-Westfalen. Daher wurden 309 Hektar der ökologisch hochwertigen, typischen Sandbäche als Schutzgebiet im Sinne der FFH-Richtlinie (FFH-Gebiet Eltingmühlenbach, Natura 2000-Nr. DE-3811-301) ausgewiesen. Ein 11 Hektar großer Teilbereich der Aue des Ladberger Mühlenbachs ist zudem als Naturschutzgebiet ausgewiesen (Naturschutzgebiet Ladberger Mühlenbach, Kennung ST-049).

## Frühere Verläufe nach historischen Karten, Orts- und Gewässernamen
Die ursprünglichen, von Kanälen und Umleitungen noch kaum veränderten Gewässerverläufe im Einzugsgebiet der Glane gehen aus dem Kartenwerk von Le Coq (Sect. XIII, gestochen 1805) hervor. Lediglich im Oberlauf des heutigen Eltingmühlenbaches erscheint mit dem Edingberger Graben ein geradliniger Wasserlauf, über den anscheinend der Nordarm der Bever (als Bever Fl.(uss) beschriftet) zusätzlich Wasser aus der Bever erhalten hat. Er zweigt wenig unterhalb der Einmündung des Glaner Baches in die Bever nach rechts ab. Dieser Bever-Nordarm durchfließt das Beverbruch und dann den Ort Schmedinghausen mit der Eltings-Mühle. Heute geht der Glaner Bach in den Edingberger Graben und den Eltingmühlenbach über, ohne vorher die Bever erreicht zu haben.
Das Hydronym ist etymologisch nicht zweifelsfrei geklärt. Es könnte sich vom keltischen Wort glana (d. h. rein, hell, klar, fließend; Sandflüsse haben wegen der filtrierenden Wirkung des Sandes zumeist klares Wasser) ableiten, ähnlich der französischen Glane, der schweizerischen Glâne oder der österreichischen Glan; zudem war „Glan“ Bestandteil des Namens des keltischen Wassergottes Glanus oder Glanos. Nach Hermann Jellinghaus ist der Name dagegen vor allem wegen seiner Häufigkeit germanischen Ursprungs.